# Bogdan Bojko
Bogdan Bojko (* 10. Februar 1959 in Nowa Sól, Woiwodschaft Zielona Góra) ist ein polnischer Politiker (Platforma Obywatelska). Er gehörte von 2005 bis 2011 dem Sejm in der V. und VI. Wahlperiode an.

## Leben und Beruf
Bogdan Bojko besuchte die Technische Oberschule für Bauwesen in Nowa Sól und erwarb einen Abschluss als Techniker. Anschließend war er zunächst im Hüttenwerk „Dozamet“ in Nowa Sól und bei der Transportfirma „Transbud“ tätig. Ab 1981 arbeitete er in der Bäckerei Grębowicz, bis er 1991 ein eigenes Unternehmen gründete. Darüber hinaus engagierte er sich im Polnischen Verband der Bäckereihandwerker.

## Politik
Bojko trat 2004 der Platforma Obywatelska bei. Er gehörte von 2002 bis 2005 dem Stadtrat von Nowa Sól an. Von 2005 bis 2011 war er Abgeordneter der Partei „Platforma Obywatelska“ im polnischen Sejm. Er wurde mit 5.123 Stimmen aus dem Wahlkreis 8 Zielona Góra gewählt. 2007 gelang ihm mit 12.205 Stimmen die Wiederwahl. Im Sejm gehörte er den Ausschüssen für territoriale Selbstverwaltung und Regionalpolitik (2005–2010), für Unternehmertumsentwicklung (2007), für Sozialpolitik und Familie (2008–2010), für verfassungsmäßige Verantwortung (2010–2011) und für Körperkultur, Sport und Tourismus (2010–2011) sowie dem ständigen Unterausschuss für Kommunalfinanzen (2005–2007 und 2008–2010) an. Darüber hinaus war er von 2008 bis 2011 Mitglied der polnisch-mongolischen, der polnisch-ukrainischen und der polnisch-griechischen parlamentarischen Gruppe, als deren stellvertretender Vorsitzender er fungierte.
Bei den Parlamentswahl in Polen 2011 konnte er hingegen kein Mandat erreichen und schied aus dem Sejm aus. Er ist verheiratet.

## Schriften
- Andrìj Andrìjovič Gerasimčuk, Bogdan Bojko: Problem tolerancji w stosunkach kościołów katolickich i prawosławnych w warunkach globalizacji. In: Zeszyty Naukowe – Politechnika Rzeszowska. Ekonomia i Nauki Humanistyczne. Band 18, 2012, OCLC 998879886, S. 61–66.